# John van de Rest
Pour les articles homonymes, voir van de Rest.
John van de Rest, né le 19 mars 1940 à Flessingue,,, et mort le 6 avril 2022 à Laren (Hollande-Septentrionale), est un réalisateur, producteur et scénariste néerlandais.

## Filmographie
- 1963 : Hughie
- 1963-1964 : Pipo en de Waterlanders
- 1964 : De treincoupé
- 1964 : Nocturne
- 1965 : De minnaar
- 1966 : De verkoper
- 1966 : De zaak Sacco en Vanzetti
- 1967 : De sprakelozen
- 1969 : Hoe groen is Julia?
- 1972-1974 : Citroentje met suiker
- 1973 : Waaldrecht (nl)
- 1973-1974 : Een mens van goede wil (nl)
- 1974 : Vader en zoon (nl)
- 1974 : De receptie
- 1975 : Amsterdam 700
- 1976 : L'Homme d'Amsterdam
- 1978 : Heilige Jeanne
- 1978 : Kant aan m'n broek!
- 1979 : Celine
- 1980 : Een zekere Judas
- 1980 : Rouw past Electra
- 1981 : Mata Hari
- 1983-1984 : 'Herenstraat 10
- 1984 : De terechtstelling
- 1984 : Hotel in Kopenhagen
- 1985 : Te Laat Geboren
- 1986 : Slippers
- 1986 : Daar gaat de bruid
- 1988-1991 : Laat maar zitten (nl)
- 1991-1992 : Suite 215
- 1994 : Die Wache
- 2000 : Geisterjäger John Sinclair

## Vie privée
De 1974 à 2009, il fut marié avec l'actrice Josine van Dalsum. De cette union naît l'acteur Aram van de Rest